# Яков Йосеф из Полонного

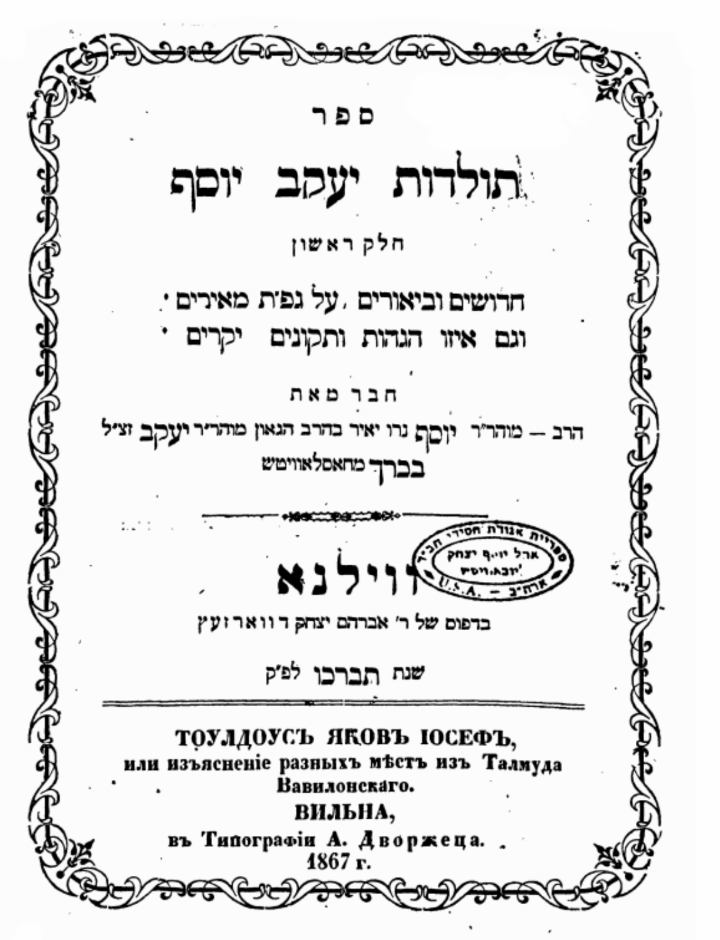
Титульный лист Толдот Яаков Йосеф, издание 1867 г.

Яков Йосеф аКоэн из Полонного  (1710—1784, по некоторым сведениям 1782, местечко Полонное, Волынское воеводство, Польша. Ныне Хмельницкая область, Украина) — хасидский цадик, ученик Бешта, первым письменно изложил учение хасидизма.

## Биография
Потомок известных раввинов и каббалистов рабби Шимшона бен Песаха из Острополя, рабби Йом-Това Липмана Хеллера, раби Йосефа аКоэна, автора "Йесод Йосеф".
Согласно большинству источников год и место рождения р. Якова Йосефа не известны. Однако в книге "Хахмей Исраэль" указано, что он родился в 5500 году, это 1739 или 1740 год.
Родился в семье раввина Цви Гирша. Уже в начальной религиозной школе проявил свои яркие способности. В 13 лет (1723) женился на дочке подольского богача. Попытался стать ростовщиком, но вскоре понял несовместимость этого занятия с законами Торы. Был горячий приверженец лурианской каббалы.
Про него рассказывают, что он весь день изучал Тору в талите и тфилине, перед едой выучивал семь листов Геморы. Кажду ночь он вставал в полночь чтобы учиться. Занимался выкупом пленных.  Делал всё это он с большим воодушевлением. Из-за этого, по его словам, ему было тяжело молиться. Р. Зуся из Аннополя сравнивал его молитву с молитвой Бешта.
В 1730 году стал раввином Шаргорода.

### Знакомство с Бештом и изгнание из Шаргорода
Изначально был большим противником Бешта.
По его собственным словам, ещё до того, как он стал приверженцом Бешта, когда уже был раввином Шаргорода, он узнал о приезде Бешта в могилёвскую общину и решил на него там посмотреть. Он застал Бешта в канун шабата за курением люльки и это сильно его огорчило. Через некоторое время Бешт уехал в Землю Израиля и всё это время р. Яков Йосеф "пребывал в кручине" до его возвращения, после чего р. Яаков Йосеф стал ездить к Бешту уже регулярно.
В бытность раввином Шаргорода, тоже до знакомства с Бештом, как-то раз в город приехал  р. Иуда Арье Лейб из Полонного, "Проповедник из Полонного". По рассказам р. Гдальи из Ильницев (ученика "Проповедника") в шабат р. Яков Йосеф пришёл на его проповедь, где Проповедник озвучил все его мысли, что сильно подействовало на р. Якова Йосефа. В результате через некоторое время, р. Яков Йосеф пошёл по пути аскезы, много изнурял себя, уединялся чтобы заниматься изучением Торы, устрожался в вопросах шхиты, молился в небольшом миньяне своих единомышленников, что вызывало огорчение у членов его общины (как он сам говорил). По их мнению, раввин города должен быть доступен для общины как духовный руководитель и раввин в любой момент, поэтому через какое-то время жители города на кануне шабата выгнали его из города под руководством сборщика налогов.
р. Якову Йосефу на шабат пришлось остановиться в одной из деревень. Бывший недалеко оттуда Бешт, "узрев происходящее" отправился со своими учениками (и среди них был Проповедник) туда же, чтобы утешить его. В шабат после утренней молитвы Проповденик увидел, что р. Яков Йосеф всё ещё в тоске и сказал ему: "Не кручинься. Слышал я глас, возвещающий, что такой-то твой враг будет убит, а такой-то  умрёт в дороге, а город сгорит в огне". Бешт, услышав это, резко остановил Проповденика.
В дальнейшем Бешт рассказал, что такой приговор городу и правда был вынесен, но если бы Проповедник не озвучил его, Бешт сумел бы приговор отменить. Теперь же он смог лишь добиться того, что город не сгорит за один раз, а будет гореть частями, пока не выгорит в итоге весь. Те же, кто должны были умереть согласно предсказанию Проповедника, погибли либо в Умани во время резни, либо от чумы, которая произошла через два года после резни.
Согласно другой версии он проклял из-за этого город и семью сборщика налогов и через короткое время город почти целиком сгорел от пожара, а семья сборщика налогов сильно заболела и чуть не умерла. Жители города попросили у Бешта, чтобы тот аннулировал тяжёлый приговор, но тот ответил, что не в его силах отменить приговор, вызванный проклятием Якова Йосефа, он может только смягчить его немного и поэтому он постановил, чтобы в кажом поколении в семье сборщика налогов рождались инвалиды. И судя по рассказам жителей города так и было. (Эта история послужила основой для рассказа Шмуэля Йосефа Агнона "Отверженный" (Нидах))
В своих респонсах, которые он писал в Рашкове, он описывал страдания, которые перенёс во время изгнания из общины.
При этом, судя по всему, в итоге (или несмотря на произошедшее), он молился за шаргородскую общину, когда ей угрожала опасность от набегов татар.
Затем р. Яков Йосеф поехал в местечко Рашков, где был раввином в 1748—1752 году. Там он стал возвращать те штрафы, которые ранее взыскал и компенсации за те сделки, в которых не всё было чисто. И объявил, что каждый, с кого он получил деньги не оправданно - пусть придёт и получит их. И несмотря на то, что он был достаточно богат, в итоге он раздал всё своё состояние и обеднел. В 1750-1751 годах изъявлял желание отправиться в Святую Землю, но Бешт был против. По его словам появление такого желания означало, что городу вынесен суровый приговор и это Сатан отвлекает р. Якова Йосефа от молитвы такими желаниями. В итоге это удалось только его сыну р. Аврааму Шимшону, который жил в Цфате и Тверии и издал сочинения отца.
Однако и в Рашкове противники хасидизма продолжали преследовать его.
В 1752—1770 был раввином хасидизм в Немирове. Там, в связи с периодическими набегами татарских и турецких отрядов на города Подолии, установил у себя в общине чтение Псалмов: 83, потом стихи из 119 чтобы из них складывались слова "Немиров" и "разрывающий дьявола" (кра Сатан) в перебивку с четырёхбуквенным Именем Всевышнего. После чтения псалмов произносили молитву "Да будет воля Твоя". Именно будучи раввином в Немирове он начала распространять учение Бешта.
В 1770, после смерти "Проповедника из Полонного", году перебирается в Полонное, где становится местным раввином (второй по величине общины в Подолье).
Сам Бешт очень ценил его и говорил: "Властелин мира! Я не прошу награду за все те дела, которые я делал, я прошу награду за то, что дал тебе такого Йоселе".
С ним связаны истории о суровых постах и истязаниях тела. Рассказывают, что пять лет он постился все дни недели, кроме шабата, для того чтобы очистить себя и приготовить к будущему миру (согласно книге а-Кана. На шестой же год в один из дней Бешт услышал голос, сообщивший ему, что р. Якову Йосефу надо прекратить поститься, иначе тот повредится в уме. Бешт тут же помчался к нему и по дороге загнал свою лошадь, которая по словам Бешта стала искуплением за раввина. С тех пор р. Яков Йосеф поститься перестал. И так же имеется письмо Бешта ему об этом.

### После смерти Бешта
После смерти Бешта в 1760 году р. Яков Йосеф и Магид из Межерича встали во главе хасидизма. р. Яков Йосеф стал идеологом движения и занялся его распространением, а Магид занял место Бешта. Сам р. Яков Йосеф признал это и говорил: "Шхина взяла свой посох и сумку и ушла из Меджибожа (места пребывания Бешта) в Межерич (место Магида)".

### Уход из этого мира
Раби Яаков Йосеф ушёл из этого мира 24 тишрея 5542 года. Хасиды рассказывают, что незадолго до этого он спросил своего учителя, Бааль Шем Тов, когда наступит его срок. Ответил ему Бешт: "Когда кто-нибудь победит тебя в споре и ты не найдёшь что ответить". В Симхат Тора 5542 р. Яков Йосеф увидел простого еврея, который плясал со свитком Торы. Р. Яков Йосеф не выдержал и сказал: "Какая твоя связь с Торой, что ты так радуешься?" Ответил ему еврей: "Правда, я не удостоился стать учёным, но разве я не буду радоваться на свадьбе брата? Так тут то же самое - мои братья завершили изучение Торы и радуются. Разве я не буду радоваться с ними вместе?" Услышав это, р. Яков Йосеф не нашёл что ответить и тут же вспомнил слова Бешта и понял, что пришёл его черёд. И сразу после праздника он тяжело заболел и покинул этот мир.
Он захоронен рядом с р. Иудой Арье Лейбом из Полонного. Рассказывают что как-то раз, когда он стоял около ограды кладбища, он заметил местоного портного, который читал Теелим и давал цдоку рядом с могилой "Проповедника". Когда раввин захотел купить себе место на кладбище рядом с "Проповедником", он узнал, что это место продано уже тому портному. Тогда раввин стал уговаривать портного, чтобы тот уступил ему это место и портной согласился только после того, как р. Яаков Йосеф пообщеал ему что его место портного будет рядом с его могилой. Через несколько лет после ухода из этого мира р. Якова Йосефа, умер и тот портной. Но когда стали искать место рядом с могилами р. Якова Йосефа и "Увещивателя", как и было обещанно портному, то места не нашлось. Тогда члены похоронного братства положили гроб портного там же и сказали: "Ты обещал ему место, а мы сделали что могли". И внезапоно рядом с их могилами обнаружилось место как раз достаточное, чтобы похоронить портного.
После его смерти в хасидской среде сформировался цикл рассказов о его борьбе с противниками Бешта и хасидизма в целом.
На его надгробии написано: 

Человек живой рав поалим, хасид, скормынй, человек б-жий, "святой скажут ему"... раввин, святой, гаон, учитель, господин Яков Йосеф сын Цви коэн цедек, автор "Толдот Яков Йосеф" и книг "Парат Йосеф" и "Цафнат Панеах"[проверить перевод]

Оэль находится по адресу Т0612, 145, Полонное, Хмельницкая область, Украина, 30501.

## Отношения с другими цадиками
Очень хвалил молитву р. Менахем Мендел из Перемышлян. В частности, когда тот приехал попрощаться перед тем, как уехать в Святую Землю, уступил ему свой молитвенный дом, а сам переселился в сукку.

## Учение
- Предостерегал от нечестного ведения дел с нееврейским населением, так как за такое "Сатан вызскивает с добрых дел"[4].
- Передавал со слов Бешта и ссылаясь на Зоар Хадаш, что из изучения Торы можно знать, что произойдёт в будущем[20].
- Объяснял принятую в то время фразу "хасиды не учат Тору" (идиш לערנען ניט‎): хасиды учатся быть незначительными в своих глазах и стать подобными "ничто". И чем больше учатся, тем более незначительными становятся в своих глазах[21][22].
- В служении Всевышнему совершенная радость достигается сочетанием радости от материального с радостью от духовного[1].
- Конечная цель еврея - двекут, беспредельная преданность Б-гу и искренняя привязанность к Нему. Способ достичь его - радость. Аскетизм же вызывает скорбь, являющуюся источником всякого зла. Поэтому молитвы нужно произносить с восторженной радостью[1].

р. Яков Йосеф из Полонного:

Молитва — это военный приступ, чтобы разрушить стену, отделяющую нас от Бога из-за нашей греховности. Богатыри духа первыми должны пробить брешь в этой стене, а рядовые пойдут за ними.
Оригинальный текст (иврит)TODO: Привести цитату в оригинале, когда найду источник

- "Человек духа" - это праведник, а народ в своей массе - это "люди материи". Цадик - это глаза и голова, а народ - это ноги. И когда община идёт под руководством цадика - это здоровый организм. Еврей из массы не способен "изучать Тору, а так как это происходит не по его вине, Б-г не будет наказывать его"[источник не указан 1742 дня]. Что же требуется от народа? "Прилепиться" к праведнику. Хасид должен слушаться цадика и материально поддерживать его, чтобы тот в свою очередь мог поднимать его[1].
- Придавал особое мистическое значение третьей субботней трапезе и говорил что хасиды должны обязательно в ней участвовать[1].
- Обращал внимание на то, что иудаизм требует любить Б-га и бояться Его. По его мнению, когда человек достигает высокого уровня inwardness of the soul[чего?], то и страх и любовь к Богу соединяются в одно, между ними пропадают различия и больше нет вопроса чему отдавать приоритет[23].

## Распространение хасидизма
Хотя р. Якова Йосефа не стал главой какой-либо хасидской общины (цадиком), его вкладом в распространение хасидизма (помимо распространения его идей) было развитие идеи цадика и общины. Идея цадика возникла благодаря модели Бааль Шем Това, согласно которой цаддик находится между низким духовным уровнем масс и высоким духовным, который требуется для служения Всевышнему. Согласно р. Якову Йосефу хасид должен "прилепиться" и поддерживать финансово своего цадика и дать ему возможность духовно поднять хасида.
Развитие идеи двекут, сформулированное р. Яковом Йосефом в своих трудах, были одним из факторов, которые в конечном итоге привели к тому, что хасидизм стал широким и популярным движением.
Большое внимание уделял молитвенной практике, которая обязательно должна сопровождаться радостным настроением, и  субботнему ужину, на который должны собираться все местные хасиды.

## Книги
Автор четырёх книг:
- Толдот Яаков Йосеф («Повествование Яакова Йосефа», 1-е издание Меджибож, 1780; 2-е издание Корец, 1780; 3-е издание Корец, 1783)[1].
- 1781 год - Бен порат Йосеф ("Йосеф - поросль плодоносящего дерева", Корец)[1]
- 1782 год - Цафнат Панеах ("Толкователь сокрытого", Корец)[1] - комментарий на книгу Шмот.
- 1866 год - Ктонет пасим ("Разноцветный хитон", Львов). Был издан после его смерти. Ранее о его авторстве были споры, но на данный момент общепринятое мнение, что этот труд тоже принадлежит р. Якову Йосефу
- Предполагается, что остался ещё его кабаллистический комментарий на книгу Дварим

Названия этих книг являются библейской аллюзией на имя автора.

### Толдот Яаков Йосеф
Эта книга принесла ему славу родоначальника хасидской литературы. В ней он собрал изречения своего учителя Бешта. Она же является первой хасидской книгой.
В книге резко критекуется традиционное на тот момент общинное руководство и его шкала ценностей. Эта критика, выраженная в резкой форме было одной из причин, почему  после её публикации возобновилось противостояние между хасидами и их противниками. Ещё одной причиной было то, что противники хасидизма надеялись что со смертью Бешта его учение само по себе сойдёт на нет. Поэтому появление книги, в которой это учение излагалось вынуждало их продолжить противостояние еретическому, по их мнению, течению. В результате они скупали эти книги и сжигали их. Один из эпизодов такого сожжения произошёл в 1781 году в Бродах (по некоторым мнениям перед домой р. Михла из Злочева). р. Мойше из Кожниц рассказывал, что его отец, р. Исроэль из Кожниц был как-то раз в Бродах (через много лет после этого случая) и почувствовал дух нечистоты, шедший из одного из домов. Когда он стал выяснять причину этого и выяснилось, что рядом с этим домом сжигали книгу "Толдот Яков Йосеф".
Противники хасидизма называли эту книгу "сосудом нечестия, источником мрака, вместилищем всевозможных ядов...".
Раби Пинхас из Корица говорил, что ещё не было подобной книги в мире, и что учение это с Небес. А Магид из Межерича говорил, что автор удостоился раскрытия пророка Элияу и достиг очень высокого уровня постижения.

## Семья и родственники
- сын р. Авраам Шимшон аКоэн из Полонного (??? - 18 эула 5559), был раввином в Рашково[2] и собрал сидур с каванот Аризаля
- зять р. Авраам Дов Ойербах из Хмельник-Полонное[2]. Был раввином в Хмельниках а после кончины своего тестя занял его место
- зять р. Цви, сын р. Хаима из Цанза мудреца из бродского клойза (проверено)
- р. Мойше Зеев из Хмельников. зять р. Цви бен Бааль Шем Тов
- зять р. Дов Бер из Хвостов, сын р. Исроэля Хаима из Лодмир (сына р. Авраама "аМалах" и зятя р. Шломо из Карлина)
- р. Довид. Был женат на внучке р. Ехиэля Михля из Злотчева. Перебрался в Израиль в 5575 году и его потомки - семья Ойербах в Ерусалиме (р. Хаим Лейб и р. Шломо Залман)
- р. Яков Пинхас из Летичов, зять р. Боруха из Меджибожа
- р. Мойше Хаим Эфраим из Летичов
- р. Ехиэль Михаль зять р. Довида Городечкого, зятя р. Мордехая из Чернобыля
- р. Исроэль из Меджибожа
- р. Борух из Иванца, зять р. Мойше из Користчов
- сын р. Цви Менахем из Летичов, зять р. Зеева из Збараж
- сын р. Биньёмин Зеев из Узриан, зять р. Нахмана из Скалья
- (приблизительно) сын р. Мешулам Файвиш из Узиран
- зять р. Меир из Яс
- зять р. Хаим Довди из Нежина, внук р. Исроэля из Ружина
- р. Йосеф Йоскэ зять р. Нахмана из Бреслава
- р. Исроэль Иуда зять р. Хаима из Цанза